# Ludovic Clément
Ludovic Clément est un footballeur français, né le 5 décembre 1976, à Fort-de-France, en Martinique. Il évolue au poste de milieu de terrain du milieu des années 1990 au début des années 2010.
Formé à La Berrichonne de Châteauroux, il joue ensuite au Toulouse FC, au Montpellier HSC avant de terminer sa carrière professionnelle au Panthrakikos FC.

## Biographie
Ludovic Clément nait le 5 décembre 1976 à Fort-de-France, en Martinique. Il est le frère aîné de Freddy Clément, également footballeur.
Il évolue à la Gauloise la Trinité avant de rejoindre en 1992 le centre de formation de La Berrichonne de Châteauroux. Défenseur ou milieu de terrain gauche, il fait ses débuts en équipe première, en décembre 1996, lors d'un seizième de finale de la Coupe de la Ligue opposant la Berrichonne, alors en division 2 aux Girondins de Bordeaux. Dans ce match disputé au Stade Jacques-Chaban-Delmas, il est expulsé au bout de 25 minutes de jeu et les Castelroussins s'inclinent sur le score de trois à zéro. Il dispute également trois rencontres de championnat lors de cette saison qui voit le club remporter le championnat de France de division 2. En division 1, il ne dispute que deux rencontres et ne devient un élément important de l'équipe première que la saison suivante en division 2. En 2001, il dispute avec la sélection de Martinique la Coupe caribéenne des nations, et inscrit, lors du deuxième match du groupe A face à la Barbade, le troisième but de la victoire trois à zéro. L'équipe est ensuite battue en demi-finale par Haïti, cinq à zéro, puis termine troisième de la compétition après une victoire sur Cuba, un à zéro.
En 2003, il rejoint le Toulouse FC qui vient de remonter en division 1 et signe un contrat de trois ans. L'entraîneur Erik Mombaerts dit alors de lui « C'est un joueur technique, qui possède un bon pied gauche et une qualité de centre intéressante ». Pour sa première saison avec le club toulousain, il dispute 19 rencontres mais doit mettre un terme à sa saison en mai 2004 à la suite de problèmes de ménisque. La saison suivante, il dispute également 19 rencontres puis s'engage au Montpellier HSC pour une durée de trois ans. Il joue trois saisons sous les couleurs montpelliéraines puis rejoint le club grec du Panthrakikos FC. À la suite de retards de versement de salaire, il résilie son contrat lors de sa deuxième année et se retrouve alors sans club.
En novembre 2010, il revient en sélection de Martinique pour disputer la Digicel Cup, l'équipe ne parvient pas à sortir des phases de poule. Il met fin alors à sa carrière professionnelle et rejoint, en 2011, les rangs des municipaux de Toulouse en football entreprise.

## Palmarès
Ludovic Clément dispute 40 matchs en Division 1 et 193 matchs en Division 2. Il est Champion de France de division 2 en 1997 avec La Berrichonne de Châteauroux.
Avec la sélection martiniquaise, il  termine troisième de la Coupe caribéenne des nations en 2001.

## Statistiques
Le tableau ci-dessous résume les statistiques en match officiel de Ludovic Clément durant sa carrière de joueur professionnel,.
| Saison                | Club                  | Championnat           | Championnat | Championnat | Coupe nationale | Coupe nationale | Coupe de la Ligue | Coupe de la Ligue | Total | Total |
| Saison                | Club                  | Division              | M.          | B.          | M.              | B.              | M.                | B.                | M.    | B.    |
| 1996-1997             | LB Chateauroux        | Division 2            | 3           | 0           | -               | -               | 1                 | 0                 | 4     | 0     |
| 1997-1998             | LB Chateauroux        | Division 1            | 2           | 0           | -               | -               | 1                 | 0                 | 3     | 0     |
| 1998-1999             | LB Chateauroux        | Division 2            | 30          | 0           | 2               | 0               | 2                 | 0                 | 34    | 0     |
| 1999-2000             | LB Chateauroux        | Division 2            | 17          | 0           | 1               | 0               | 1                 | 0                 | 19    | 0     |
| 2000-2001             | LB Chateauroux        | Division 2            | 24          | 2           | 2               | 0               | 4                 | 0                 | 30    | 2     |
| 2001-2002             | LB Chateauroux        | Division 2            | 35          | 2           | 3               | 0               | 2                 | 0                 | 40    | 2     |
| 2002-2003             | LB Chateauroux        | Ligue 2               | 27          | 1           | -               | -               | 1                 | 0                 | 28    | 1     |
| 2003-2004             | Toulouse FC           | Ligue 1               | 19          | 0           | 2               | 0               | 1                 | 0                 | 22    | 0     |
| 2004-2005             | Toulouse FC           | Ligue 1               | 19          | 0           | 1               | 0               | 1                 | 0                 | 21    | 0     |
| 2005-2006             | Montpellier HSC       | Ligue 2               | 20          | 1           | 3               | 0               | -                 | -                 | 23    | 1     |
| 2006-2007             | Montpellier HSC       | Ligue 2               | 15          | 1           | 3               | 0               | 2                 | 0                 | 20    | 1     |
| 2007-2008             | Montpellier HSC       | Ligue 2               | 22          | 1           | 3               | 1               | 3                 | 0                 | 28    | 2     |
| 2008-2009             | Panthrakikos FC       | Super League          | 23          | 2           | -               | -               | -                 | -                 | 23    | 2     |
| 2009-2010             | Panthrakikos FC       | Super League          | 15          | 0           | -               | -               | -                 | -                 | 15    | 0     |
| Total sur la carrière | Total sur la carrière | Total sur la carrière | 271         | 10          | 20              | 1               | 19                | 0                 | 310   | 11    |